# 施泰德鐵路
施泰德鐵路公司（英語：Stadler Rail AG），為鐵道機車車輛製造商，母公司位在瑞士布斯南，並於阿爾及利亞、德國、義大利、荷蘭、奧地利、波蘭、瑞士、西班牙、捷克、匈牙利、白俄羅斯等地設立子公司。
集團專注於動力分散式列車、路面電車、鐵路機車等鐵路動力車輛，尤其是齒軌鐵路車輛，瑞士聯邦鐵路、BLS股份公司等高山鐵路業者皆為其客戶。

## 市場與客戶

### 亞太地區

#### 臺灣
2019年，施泰德鐵路贏得台鐵R200型柴電機車之訂單，為臺灣鐵路管理局首筆由該企業贏得之訂單。
2022年，施泰德鐵路與西門子及新加坡科技工程有限公司共同贏得高雄捷運黃線之訂單，為該企業在臺灣之第二筆包含主要營運車輛設備之訂單，也是該企業在亞洲首筆捷運系統訂單。

## 產品

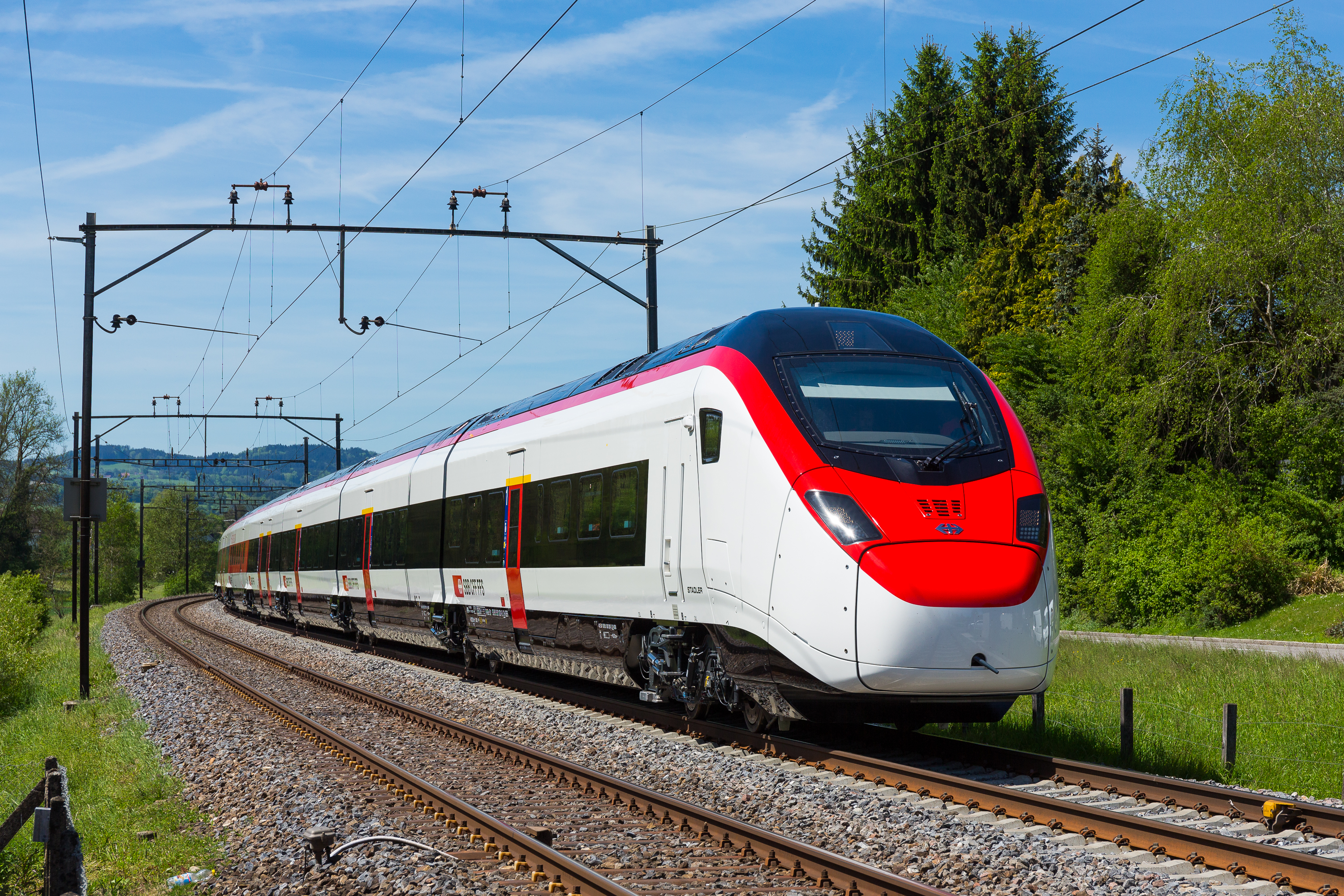
SMILE高速列車

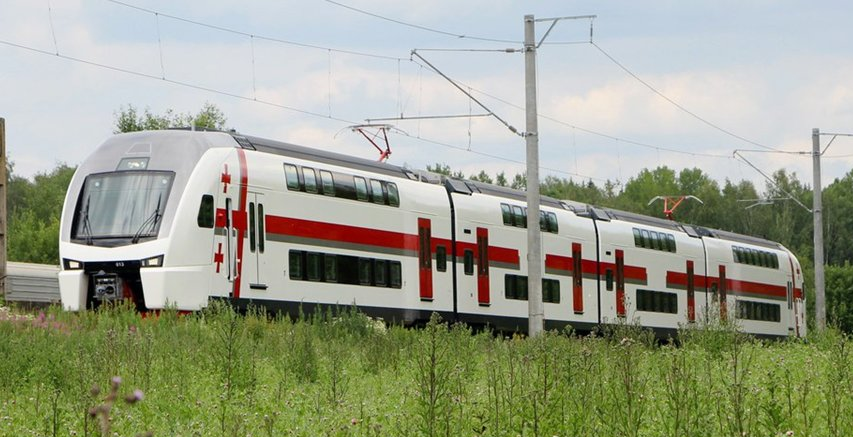
KISS雙層列車

施泰德鐵路提供一系列標準化模組設計，以短開發期、高效率生產和出色的市場彈性為宗旨。
- SMILE：能高速營運的電聯車
- FLIRT：適合長距離移動的電聯車[8] 、柴聯車、雙動力源列車[9]、氫能車輛（英语：Hydrail）[10]

- KISS：適合長距離移動、雙層設計的電聯車[11]
- GTW（英语：Stadler_GTW）：鉸接式的電聯車、柴聯車或雙動力源列車[8]
  - SPATZ（英语：Stadler_SPATZ）：三輛組成的鉸接式電聯車，車頭與GTW相同但中間車廂設有全景窗[8]
- Regio-Shuttle RS1（英语：Stadler_Regio-Shuttle_RS1）：單節的柴油動力車輛[8]
- WINK（英语：Stadler_WINK）：低底盤的短編列車，由動力客車與動力源車廂(PowerPack)組成，動力源可選擇電力/電池或柴油動力/電池[12]
- TANGO（英语：Stadler_Tango）：傳統底盤的路面電車[13]
- TINA：低底盤路面電車，生產始於2020年
- TRAMLINK：低底盤路面電車，生產始於2011年
- METRO：高度客制化、用於隧道環境的電聯車，如Class IK（英语：en:BVG_Class_IK）、Class 777（英语：British_Rail_Class_777）、Class 555（英语：British Rail Class 555）

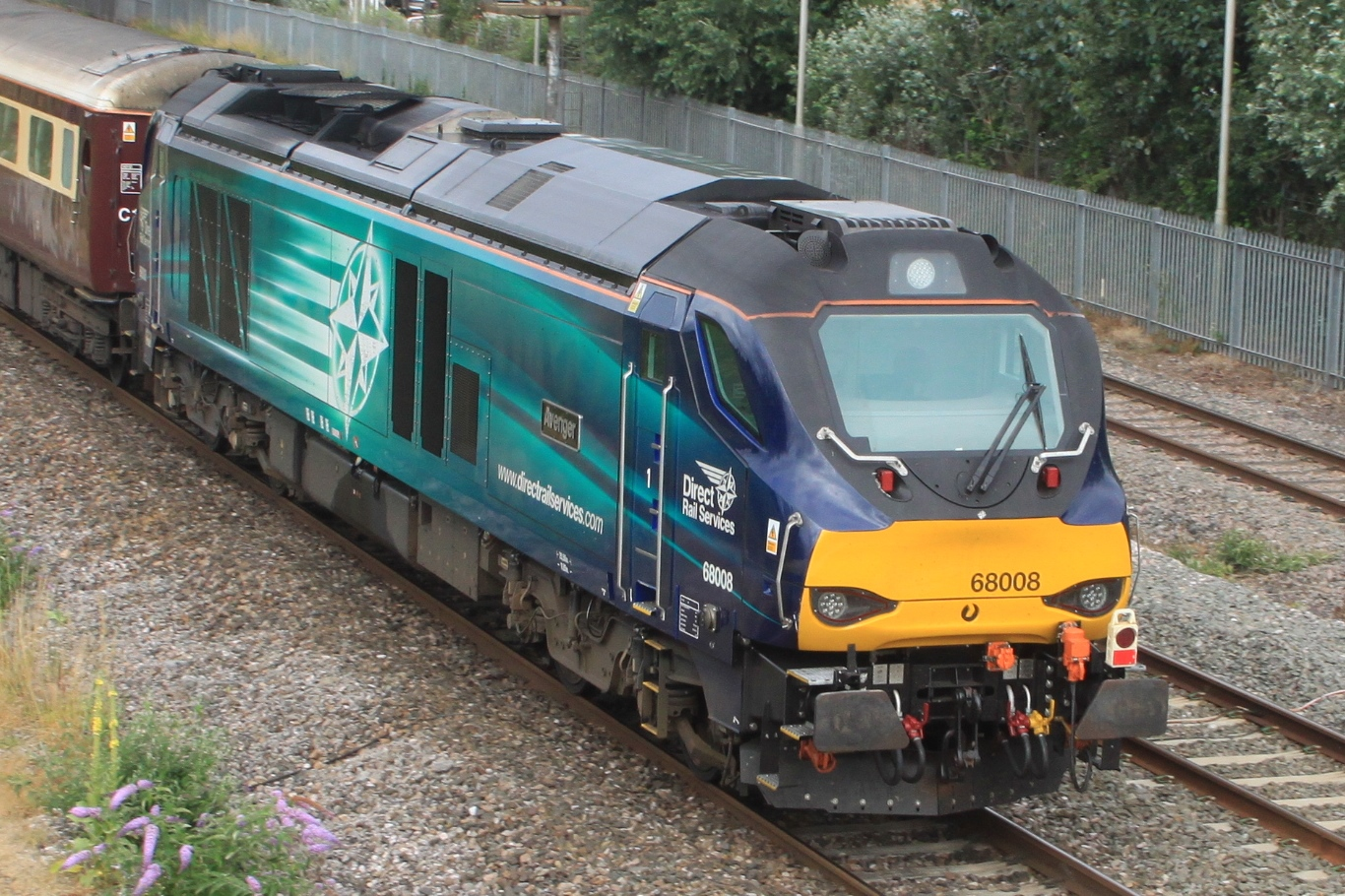
以Eurolight為基礎的Class 68機車

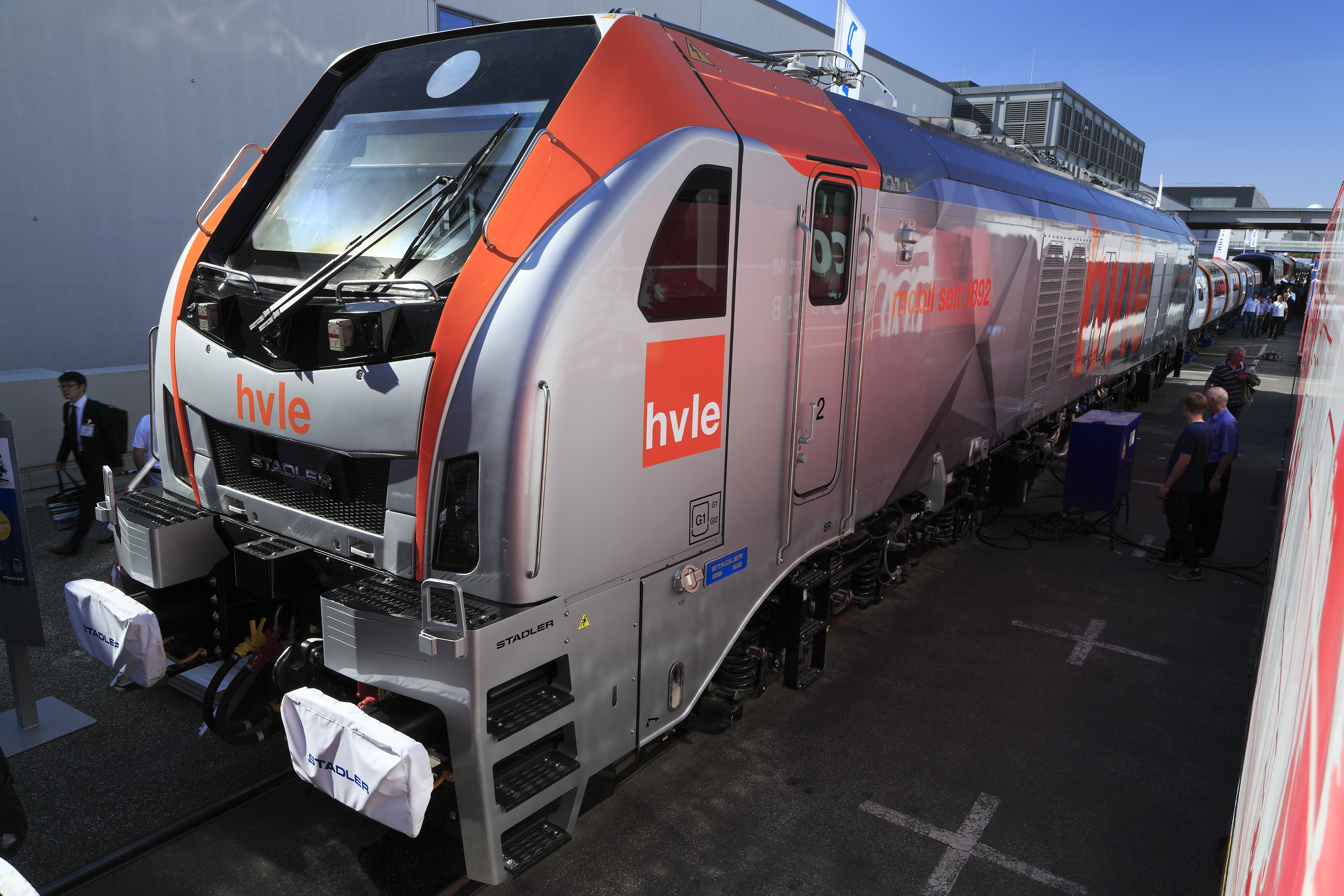
innotrans 2018中的Eurodual機車

施泰德鐵路於2016年時，接手收購Vossloh España而來的產線。
- CITYLINK：用於輕軌-火車系統的低底盤路面電車
- EURO（英语：Stadler_Euro）：針對歐洲市場開發的柴電機車
  - EURODUAL（英语：Stadler_Euro_Dual）：雙動力源的機車
  - EUROLIGHT（英语：Stadler_Eurolight）：輕量化、提供低牽引力的柴電機車
- SALI：「South America Light」之縮寫，意指「南美洲輕型」，適合南美洲及亞洲特殊氣候及地形的柴電機車車型，首筆訂單來自玻利維亞之Andina-FCA鐵路公司（於2019年交付營運），台鐵R200型柴電機車屬該車型（為系列第二筆訂單）。[14]

施泰德鐵路也能製造完全客製化的軌道車輛，可選擇地部分使用標準設計。
- NExT（英语：Stadler_NExT）
- Class 483（英语：DBAG_Class_483）
- X15p（英语：SL_X15p）
- Capricorn（英语：Rhaetian Railway ABe 4/16）[15]
- Allegra（英语：Stadler_Allegra）
- Metelitsa（英语：Stadler_Metelitsa）[16]
- He 4/4（英语：Stadler_He_4/4）[17][18]
- Ee 922（英语：SBB-CFF-FFS_Ee_922）
- Eem 923（英语：SBB-CFF-FFS_Eem_923）
- 溫根阿爾卑斯鐵路、Montserrat Rack Railway（英语：Montserrat Rack Railway）、Vall de Núria Rack Railway（英语：Vall de Núria Rack Railway）、Diakopto–Kalavryta railway（英语：Diakopto–Kalavryta railway）、Pikes Peak Cog Railway（英语：Pikes Peak Cog Railway）、駝背山齒軌鐵路的齒軌鐵路車輛[8][19]
- "GoldLeaf"（英语：Rocky_Mountaineer#Equipment）雙層觀光客車[20]

## 工廠分布
下列不含設計中心、零組件、噴漆與維修工廠：

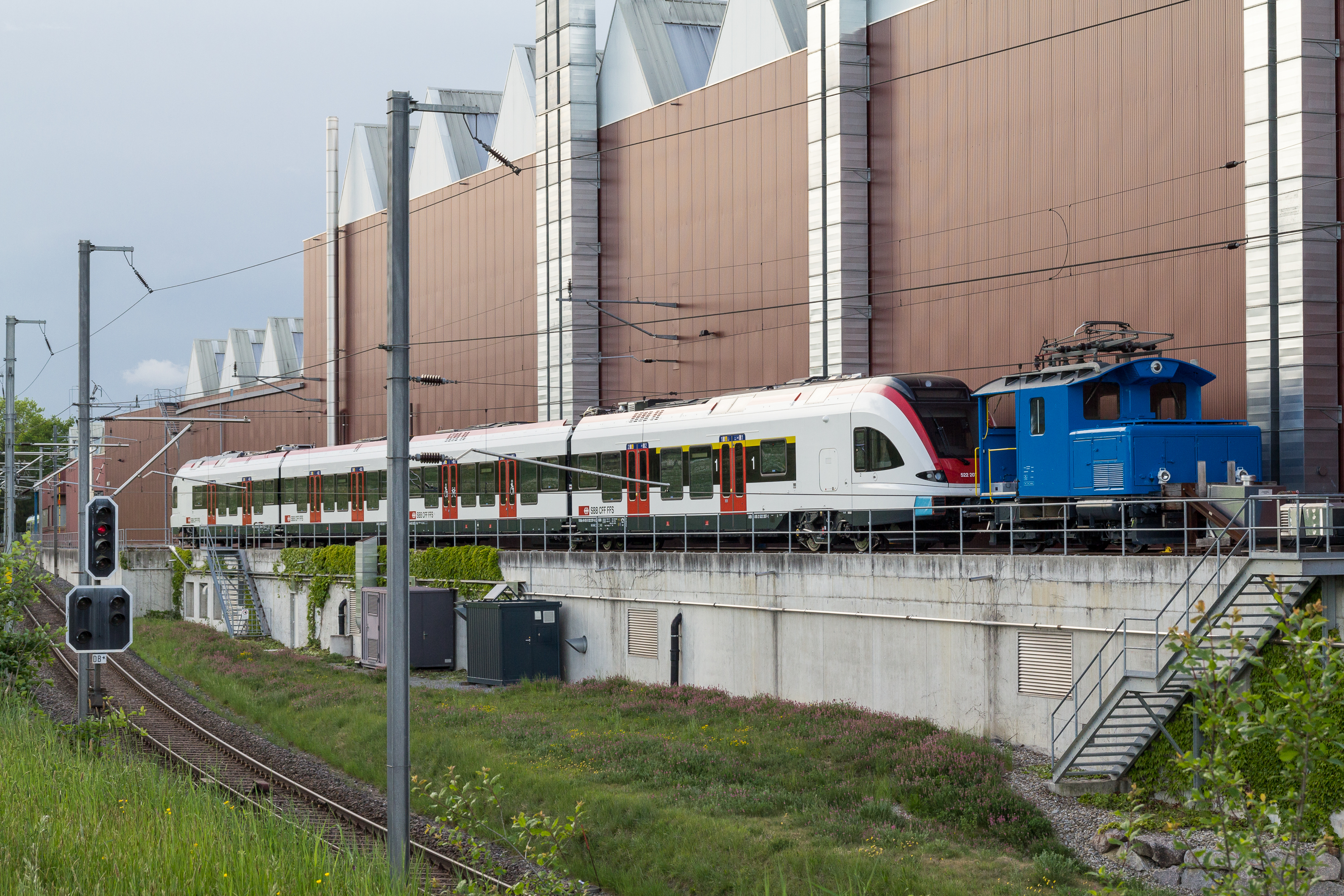
新造列車攝於布斯南

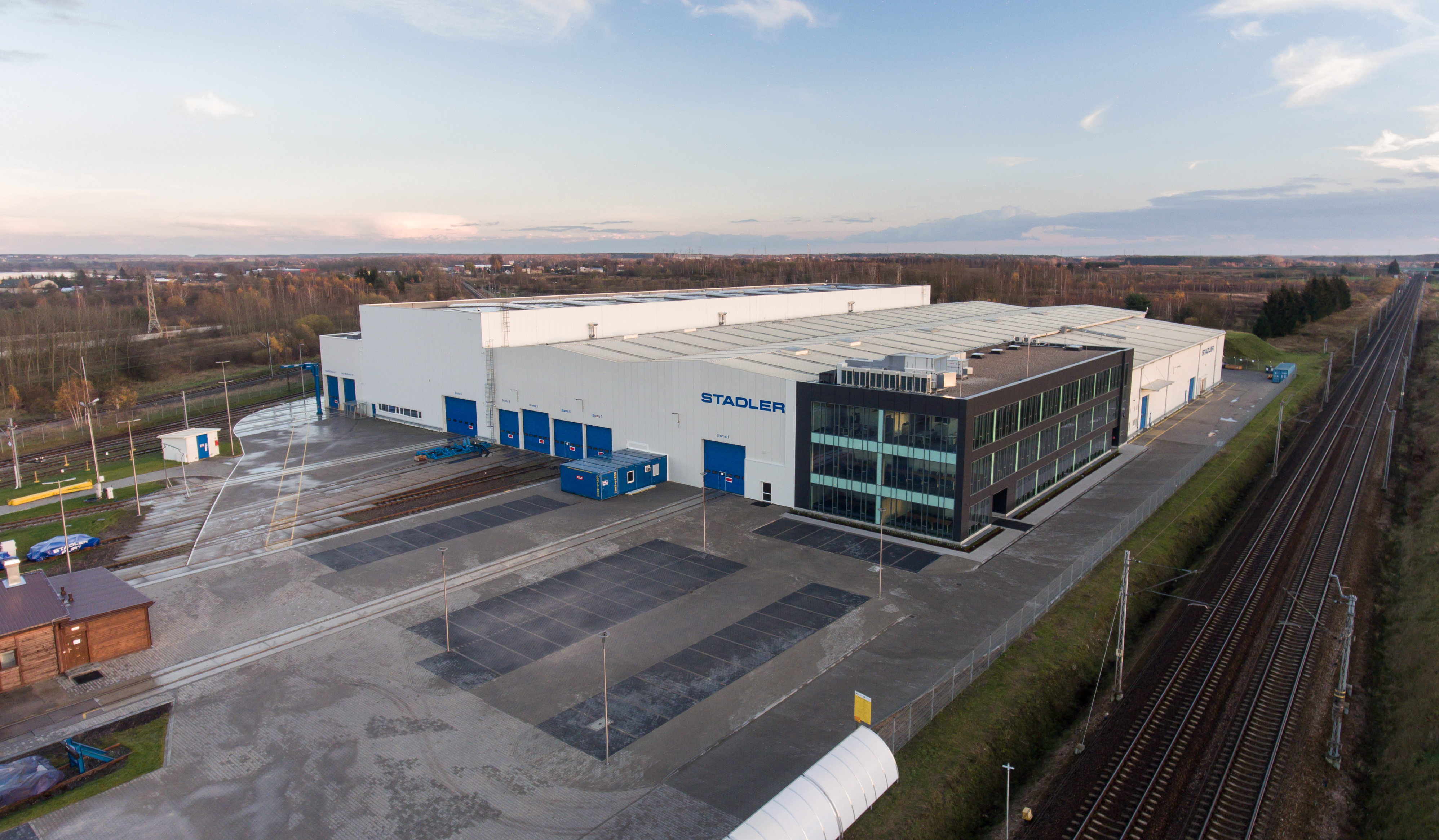
Stadler Polska位於謝德爾采

- 布斯南 (瑞士)：於1962年啟用的第一間工廠

Stadler Bussnang AG
- 塔爾 (瑞士)：於1997年收購自迅達集團

Stadler Altenrhein AG
- 潘科(德國)：於2000/2001年收購自Adtranz

Stadler Pankow GmbH
- 比爾 (瑞士)：於2004年收購自Von Roll Stahlgiesserei Biel AG（英语：Von Roll Stahlgiesserei Biel AG）

Stadler Stahlguss AG
- 魏登(德國)：於2005年收購自Partner für Fahrzeugausstattung（英语：Partner für Fahrzeugausstattung）(PFA)

Stadler Weiden GmbH
- 溫特圖爾 (瑞士)：於2005年收購自Winpro AG（英语：Winpro AG）(前身為 瑞士机车和机器制造厂)

Stadler Winterthur AG
- 謝德爾采 (波蘭)：於2007年啟用

Stadler Polska Sp.z o.o.
- 索爾諾克 (匈牙利)：於2009年啟用

Stadler Szolnok Kft.
- 法尼玻爾(白俄羅斯)：於2014年啟用

ZAT Stadler Minsk
- 鹽湖市 (美國)：於2015年啟用

Stadler US Inc.
- 阿爾維克塞奇 (西班牙)：於2015年收購自福斯羅公司鐵道車輛部門 (前身為Alstom的MACOSA（英语：MACOSA）工廠)

Stadler Rail Valencia SAU
- 聖馬格雷滕 (瑞士)：於2020年啟用，為分擔Stadler Altenrhein AG業務

Stadler Rheinthal AG
- 外南夢 (印尼)：與 Industri Kereta Api（英语：PT INKA）合資，於2023年啟用[21][22]

PT Stadler INKA Indonesia
- 海得拉巴 (印度)：與Medha Servo Drives（英语：Medha Servo Drives）合資，仍在興建中[23]

## 參看
- 施泰德FLIRT系列列車
- 施泰德Tango NF2型電車
- 瑞士聯邦鐵路RABe 511型電聯車
- 瑞士機車和機器製造廠
- 西門子公司
- 阿爾斯通

## 外部連結
- 维基共享资源上的相關多媒體資源：施泰德鐵路
- 施泰德鐵路公司 （页面存档备份，存于）（英文）（法文）